# Institut australien de politique et de science
Pour les articles homonymes, voir AIPS.
L'Institut australien de politique et de science (Australian Institute of Policy and Science, AIPS) est une organisation australienne non partisane et à but non lucratif qui vise à faire mieux comprendre au public la politique publique et la science en Australie. Fondé en 1932 sous le nom d' Institut australien des sciences politiques (Australian Institute of Political Science) pendant la Grande Dépression, l'objectif initial de l'organisation était axé sur les questions économiques. En 2006, l'organisation a changé son nom pour AIPS afin de mieux refléter ses objectifs et ses activités. L'AIPS reçoit des fonds du gouvernement australien et des gouvernements des États, des universités et du secteur des entreprises. Il possède actuellement des bureaux en Nouvelle-Galles du Sud, à Victoria et en Australie-Méridionale.

## La campagne Tall Poppy
La campagne Tall Poppy a été lancée par l'AIPS en 1998 pour reconnaître et célébrer l'excellence scientifique et intellectuelle australienne. Les prix annuels Young Tall Poppy Science sont décernés à de jeunes chercheurs australiens exceptionnels dans les domaines des sciences, de la technologie, de l'ingénierie et des mathématiques (STIM) pour leur excellence en recherche ainsi que leur capacité et leur engagement démontré à le communiquer à l'ensemble de la communauté. Depuis 2010, les prix ont été décernés dans tous les États et territoires, y compris l'ACT, la Nouvelle-Galles du Sud, le Territoire du Nord, le Queensland, l'Australie du Sud, la Tasmanie, l'Australie-Occidentale et Victoria. Ces « Young Tall Poppies » participent ensuite à un programme de visites d'écoles et d'interactions en ligne, de séminaires éducatifs, d'ateliers sur les politiques et d'activités communautaires pour renforcer l'intérêt et la compréhension de la science.

## AQ: Australian Quarterly
Australian Quarterly (en) est publié depuis 1929 et c'est le plus ancien journal d'actualités imprimé en continu d'Australie. Il se concentre sur les domaines dans lesquels la science peut contribuer aux questions politiques, sociales et économiques contemporaines pertinentes pour l'Australie et son contexte mondial. La revue est publiée quatre fois par an et s'adresse à un lectorat généraliste averti. Il est disponible au format archivé en ligne via JSTOR (numéros antérieurs de trois ans avant la publication) et les numéros actuels en ligne via RMIT. Les abonnements peuvent être effectués directement auprès de l'organisation éditrice ou par l'intermédiaire d'agences telles que EBSCO.
Les contributions ne sont pas rémunérées, mais la publication a prospéré sur cette base pendant plus de 80 ans. Bien que l'éditeur recherche des contributions, les contributions non sollicitées sont les bienvenues, conformément aux éditions thématiques prévues et aux lignes directrices Link label. Les auteurs peuvent demander un examen par les pairs et conserver la plupart des droits d'auteur.

## Médaille CSL Florey
La médaille Florey est une initiative de l'Australian Institute of Policy & Science. Nommée en l'honneur du lauréat australien du prix Nobel Howard Florey, la médaille est décernée tous les deux ans à un chercheur biomédical australien pour une réalisation marquante dans les sciences biomédicales et l'avancement de la santé humaine. Parmi les lauréats récents figurent Barry Marshall et Robin Warren (1998) ; Jacques Miller (2000) ; Colin Masters (2002) ; Peter Colman (2004) ; Ian Frazer (2006) ; John Hopwood (2009) ; Graeme Clark (2011) ; Ruth Bishop (2013) ; Perry Bartlett (en) (2015) ; Elizabeth Rakoczy (en) (2017) ; David Vaux et Andreas Strasser (2019).

## Objectifs actuels
Aujourd'hui, l'Australian Institute of Policy and Science se consacre au partenariat avec d'autres dans les secteurs à but non lucratif, communautaire, industriel, éducatif, de la recherche, du gouvernement et d'autres pour  :
- Accroître l'engagement du public dans la science et veiller à ce que les gens aient leur mot à dire dans les décisions qui les concernent ;
- Promouvoir l'excellence dans la recherche, l'innovation et la promotion et la communication de la science ;
- Informer et influencer les politiques et l'élaboration des politiques grâce aux commentaires et à la contribution d'experts ;
- Investir dans une Australie inspirée par la science, alphabétisée et qualifiée qui contribue aux défis locaux et mondiaux.